# Megophrys boettgeri
Megophrys boettgeri es una especie de anfibios de la familia Megophryidae.

## Distribución geográfica
Se encuentra en el sur y este de China.